# Kohei Tanaka (futbolista)
Kohei Tanaka (田中 康平 Tanaka Kohei?, nacido el 11 de diciembre de 1985 en Hokkaido) es un exfutbolista japonés. Jugaba de delantero y su último club fue el Tokachi Fair Sky de Japón.

## Trayectoria

### Clubes
| Club              | País  | Año         |
| ----------------- | ----- | ----------- |
| Kashima Antlers   | Japón | 2004 - 2007 |
| Montedio Yamagata | Japón | 2005        |
| Vegalta Sendai    | Japón | 2008 - 2009 |
| FC Ryukyu         | Japón | 2010 - 2011 |
| Tokachi Fair Sky  | Japón | 2012 - 2013 |

## Palmarés

### Títulos nacionales
| Título             | Club            | País  | Año  |
| ------------------ | --------------- | ----- | ---- |
| J1 League          | Kashima Antlers | Japón | 2007 |
| Copa del Emperador | Kashima Antlers | Japón | 2007 |
| J2 League          | Vegalta Sendai  | Japón | 2009 |